# Richard Wetz
Richard Wetz est un compositeur post-romantique, professeur et chef d'orchestre allemand, né à Gleiwitz, aujourd'hui Gliwice en Pologne, le 26 février 1875 et mort à Erfurt le 16 janvier 1935.

## Biographie
Marqué par l'influence de Franz Liszt et d'Anton Bruckner, il a été chef principal de la société musicale d'Erfurt de 1906 à 1925.

## Œuvres majeures
- Kleist-Ouvertüre en ré mineur, op. 16 - (1908)
- Sonate pour violon solo en sol majeur, op. 33 - (1913)

- Symphonie n°1 en ut mineur, op. 40 - (1917) & (pub.1924)
- Variations romantiques sur un thème original pour piano, op. 42 - (pub.1917)
- Quatuors à cordes n°1, en fa mineur op. 43 - (1918)
- Symphonie n°2 en la majeur, op. 47 - (1919) & (pub.1921)
- Symphonie n°3 en si bémol majeur, op. 48 - (1922)
- Quatuors à cordes n°2, en mi mineur op. 49 - (1924)
- Requiem en si mineur, op. 50 - (1920) & (pub.1925)
- Oratorio de Noël sur d'anciens poèmes allemands, op. 53
- Passacaille et Fugue pour orgue en ré mineur, op. 55 - (1930)

- Concerto pour violon et orchestre en si mineur, op. 57 - (pub.1933)
- Petite Toccata pour orgue en mi mineur
- Chansons pour voix et piano ou petit & grand orchestre (+ de 100 chansons)
- Chorales diverses

## Discographie
- Symphonie n°1 en ut mineur, op. 40 : Orchestre Philharmonique de Cracovie, Roland Bader, direction - CPO 999 272-2 (1995)
- Symphonie n°2 en la majeur, op. 47 & Kleist-Ouvertüre en ré mineur, op.16 : Orchestre Philharmonique d'État de Rheinland-Pfalz, Werner Andreas Albert, direction - CPO 999 695-2 (1999)
- Symphonie n°3 en si bémol majeur, op. 48 & Gesang des Lebens, pour chœur et orchestre de garçons, op. 29 : Rheinland-Pfalz Youth Choir, Andreas Ketelhut, direction - Orchestre Philharmonique d'État de Rheinland-Pfalz, Werner Albert, direction - CPO 999 818-2 (2001)
- Concerto pour violon et orchestre en si mineur, op. 57 ; Trausommernacht, pour chœur de femmes et orchestre op.14 & Hyperion, pour baryton, chœur mixte et orchestre, op. 32 : Markus Koehler, baryton ; Ulf Wallin, violon ; Chœur de Chambre de la Hochule de Augsburg, Orchestre Philharmonique d'État de Rheinland-Pfalz, Werner Andreas Albert, direction - CPO 999 933-2 (2004)
- Requiem en si mineur, op. 50 : Marietta Zumbült, soprano ; Mario Hoff, baryton ; Domberchor Erfurt -Chœur Philharmonique de Weimar ; Orchestre de Chambre Thuringe de Weimar, George Alexander Albrecht, direction - CPO 777 152-2 (2005)
- Oratorio de Noël : oratorio pour deux voix, chœur et orchestre sur d'anciens poèmes allemands, op. 53 : Marietta Zumbült, soprano ; Máté Sólyom-Nagy, baryton ;Chœur et Orchestre Philharmonique de Erfurt & Orchestre de Chambre de Weimar, George Albrecht, direction - CPO 777 638-2 (2011)